# Faggeta di Monte Pierfaone
Faggeta di Monte Pierfaone este o arie protejată (arie specială de conservare — SAC, sit de importanță comunitară — SCI) din Italia întinsă pe o suprafață de 756 ha, integral pe uscat.

## Localizare
Centrul sitului Faggeta di Monte Pierfaone este situat la coordonatele 40°30′25″N 15°44′42″E / 40.5069°N 15.745°E.

## Înființare
Situl Faggeta di Monte Pierfaone a fost declarat sit de importanță comunitară în septembrie 1995 pentru a proteja 48 de specii de animale. Situl a fost protejat și ca arie specială de conservare în septembrie 2013.

## Biodiversitate
Situată în ecoregiunea mediteraneană, aria protejată conține 3 habitate naturale: Păduri pe pante, grohotișuri și ravene de Tilio-Acerion, Păduri de fag din Apenini cu Taxus și Ilex, Pajiști uscate seminaturale și facies de acoperire cu tufișuri pe substraturi calcaroase (Festuco-Brometalia) (* situri importante pentru orhidee).
La baza desemnării sitului se află mai multe specii protejate:
- păsări (45): uliu păsărar (Accipiter nisus), ciocârlie-de-câmp (Alauda arvensis), fâsă de pădure (Anthus trivialis), ciuf-de-pădure (Asio otus), șorecarul comun (Buteo buteo), sticlete (Carduelis carduelis), Certhia brachydactyla, cojoaica de pădure (Certhia familiaris), porumbel gulerat (Columba palumbus), corb (Corvus corax), cuc (Cuculus canorus), pițigoi albastru (Cyanistes caeruleus), ciocănitoare pestriță mare (Dendrocopos major), Dryobates minor, presură de munte (Emberiza cia), presură bărboasă (Emberiza cirlus), presură galbenă (Emberiza citrinella), măcăleandru (Erithacus rubecula), vânturel roșu (Falco tinnunculus), muscar-gulerat (Ficedula albicollis), cinteză (Fringilla coelebs), gaiță (Garrulus glandarius), Leiopicus medius, ciocârlie de pădure (Lullula arborea), gaia roșie (Milvus milvus), codobatură de munte (Motacilla cinerea), pițigoi mare (Parus major), vrabie (Passer domesticus), pițigoi de brădet (Periparus ater), codroș de munte (Phoenicurus ochruros), pitulice de munte (Phylloscopus collybita), pitulice sfârâitoare (Phylloscopus sibilatrix), coțofană (Pica pica), ciocănitoarea verde (Picus viridis), pițigoi sur (Poecile palustris), Ptyonoprogne rupestris, aușel sprâncenat (Regulus ignicapilla), pițigoi-pungar (Remiz pendulinus), țiclete (Sitta europaea), huhurez mic (Strix aluco), silvie cu cap negru (Sylvia atricapilla), pănțărușul (Troglodytes troglodytes), mierlă (Turdus merula), sturz-cântător (Turdus philomelos), sturzul de vâsc (Turdus viscivorus)
- amfibieni (2): Salamandrina terdigitata, Triturus carnifex
- mamifere (1): lupul (Canis lupus)

Pe lângă speciile protejate, pe teritoriul sitului au mai fost identificate 55 de specii de plante, 4 specii de amfibieni, 8 specii de mamifere, 1 specie de nevertebrate, 3 specii de reptile.